# مهماندوست سفلی
مهماندوست سفلی یک روستا در ایران است که در دهستان مهماندوست واقع شده‌است. مهماندوست سفلی ۱۰۰ نفر جمعیت دارد.